# Les Échos Études
Les Echos Études (anciennement Eurostaf) est un institut d’études de marché spécialisé dans la publication d’ouvrages économiques et sectoriels, ainsi que dans la réalisation d’études sur-mesure.

## Historique
Crée en 1987 sous le nom d’Eurostaf (Europe Stratégie Analyse Financière), cette société est née d’une scission du bureau d’études de Dafsa.
Eurostaf dépose le bilan en 1993, puis est rachetée par Eurosiris (filiale du groupe Secafi, présidé Pierre Ferracci). La société est recapitalisée à hauteur de 500 000 € et s’installe alors dans le 10e arrondissement de Paris 60-62 rue d'Hauteville.
Les Échos se lance en 1995 sur le marché des études multiclients et crée une filiale, Les Échos Études (qui est aussi une marque), confiée à une journaliste Danielle Chasport. Il s’agit au départ d’études sectorielles, directement concurrentes de celles d’Eurostaf. Finalement, en juin 1998, le Groupe Les Échos rachète en juin 1998 à Secafi 75 % du capital d'Eurostaf-Eurosiris,  Eurosiris en gardant 25 %,. Le groupe renforce ainsi son activité d’études sectorielles. Alain Petitjean, précédemment PDG d'Eurostaf, dirige l'ensemble des activités études jusqu'en janvier 1999 date à laquelle il quitte le groupe. Il est remplacé en mars 2000 par Christophe Ruet jusqu'en 2004. Eurostaf qui quitte alors la rue d’Hauteville pour s'intégrer dans le Groupe situé au 11 de l’avenue Delcassé dans le 8e arrondissement de Paris (Building Gaveau).
Eurostaf lance son 1er site Internet en 2001.
En 2004, Pascal Reybard, directeur des études et du conseil chez Eurostaf (Groupe Les Échos), est alors promu directeur délégué jusqu'en 2012. Dans une logique d’identification de la marque Les Échos, Eurostaf devient Les Échos Études en 2013 et est désormais sous la direction de Laurent David, directeur délégué des Échos Études.

## Organisation des études
Organisé en plusieurs pôles il couvre les principaux secteurs de l’économie : agro-alimentaire, distribution, banque-finance-assurance, luxe-mode-beauté, pharmacie, santé, médico-social, énergie, environnement, logistique, transport et automobile. Les études de marché sont réalisées en associant expertise sectorielle et terrain d’enquêtes qualitatives et quantitatives (économie industrielle, analyses marketing et financières).